# إينغفار مو
إينغفار مو (بالنرويجية البوكمول: Ingvar Moe)‏ هو مترجم وكاتب للأطفال وكاتب وشاعر نرويجي، ولد في 11 ديسمبر 1936 في Etne ‏ في النرويج، وتوفي في 1 سبتمبر 1993 في تروندهايم في النرويج.

## وصلات خارجية
- إينغفار مو على موقع ميوزك برينز (الإنجليزية)